# Sturgis (Missisipi)
Sturgis – miasto w Stanach Zjednoczonych, w stanie Missisipi, w hrabstwie Oktibbeha.